# حتى نمتلك وجوها
حتى نمتلك وجوهًا سرد روائي أسطوري هي رواية كتبها سي. إس. لويس عام 1956. إعادة سرد لرواية عن كيوبيد وسايكي بناءً على ما ورد في فصل المؤخرة الذهبية لأبوليوس. طاردت هذه القصة لويس طيلة حياته، لأنه أدرك عدم منطقية بعض من أفعال الشخصيات الرئيسة. نتيجة لذلك، أعاد سرد الرواية مستحدثًا شخصية الراوية التي تجذب القارئ بتفكيرها وانفعالاتها. كانت هذه هي روايته الأخيرة، واعتبرها روايته الأكثر نضجًا، كتبها بالاشتراك مع زوجته، جوي ديفيدمان.
كُتب الجزء الأول من الرواية على أنه تهمة ضد الآلهة من منظور أوروال أخت سايكي الكبرى. تدور أحداث القصة في مملكة غلووم الخيالية، وهي دولة مدينة بدائية يتمتع شعبها بتواصلهم المتقطع مع اليونانية الهلنستية المتحضرة. في الجزء الثاني من الرواية، تتغير العقلية التي تتحدث بها الراوية (يفضل لويس استخدام مصطلح تحول) وتبدأ في فهم أن اتهامها الأول كان ملوثًا ومتأثرًا بنقائصها وعيوبها، وأن الآلهة حاضرة بالفعل بمحبة في حياة البشر.

## ملخص الحبكة الروائية

### الجزء الأول
تتحدث الرواية عن أسطورة كيوبيد وسايكي اليونانية القديمة، ولكن من منظور أوروال الأخت الكبرى لسايكي.
تبدأ القصة بشكوى من أوروال لكونها امرأة عجوز تنتقد ظلم الآلهة بمرارة. لطالما كانت قبيحة الشكل. لكن بعد موت والدتها وتزوج والدها ملك غلووم مرة أخرى، تُرزق بأخت غير شقيقة جميلة تدعى إيسترا أحبتها مثل ابنتها، ثم تظل إيسترا هذه تلقب طوال الرواية بالصيغة اليونانية من اسمها، سايكي. كانت سايكي غاية في الجمال حتى إن أهل غلووم بدأوا بتقديم التضحيات والقرابين لها كما لو كانت إلهًا. أبلغ كاهن الإلهة أنغيت -وهو شخصية مهمة في المملكة- الملك أن الأوبئة العديدة التي أصابت المملكة ما هي إلا نتيجة لغيرة الإلهة أنغيت. لذا، قُدمت سايكي ذبيحة بشرية إلى «إله الجبل» غير المرئي بأمر من الإلهة أنغيت، أم إله الجبل. تخطط أوروال لإنقاذ سايكي ولكنها تمرض وتصبح غير قادرة على إيقاف أي شيء.
عندما تستعيد صحتها مرة أخرى، تخطط أوروال للذهاب إلى المكان الذي علقت فيه أختها على الجبل، إما لإنقاذها أو لدفن ما تبقى منها. ذُهلت حين وجدت سايكي حية، محررة من القيود التي قُيدت بها، وعلاوة على ذلك قولها إنها ليست بحاجة إلى الإنقاذ بأي طريقة. بل على النقيض، روت سايكي أنها تعيش في قلعة جميلة لا يمكن لأوروال رؤيتها، لأن إله الجبل جعلها عروسًا بدلًا من ذبيحة. في إحدى مراحل الرواية، تصدق أوروال أنها لديها رؤية ملخصة لتلك القلعة، ولكن سرعان ما تختفي مثل الضباب. شكّت أوروال فورًا عند سماعها أن إله الجبل قد أمر زوجته سايكي ألا تنظر إلى وجهه (كل اجتماعاتهم تكون في الليل). تجادل أوروال بأن هذا الإله يجب أن يكون وحشًا، أو أن سايكي بدأت تهلوس بعد التخلي عنها واقترابها من الموت على الجبل، لأنه لا توجد قلعة مثل هذه على الإطلاق، وأن زوجها هو في الحقيقة مجرم مختبئ في الجبل، ويستغل أوهامها ليشق طريقه إليها. تقول أوروال ذلك لأن الاحتمالين لا يمكنها الالتزام بهما، وأنها لا بد أن تحرر أختها من هذا الوهم.
تعود مرة أخرى، محضرة مصباحًا إلى سايكي في أثناء نوم «زوجها»، وعندما تصر سايكي على أنها لن تخون زوجها بعصيانها وصيته، تهدد أوروال بطعن نفسها مع سايكي، توخز ذراعها لتظهر جديتها في فعل ذلك. توافق سايكي تحت التهديد على مضدد بسبب حبها لأختها.

## روابط خارجية
- حتى نمتلك وجوها على موقع الموسوعة البريطانية (الإنجليزية)